# Rapala intermedia
Rapala intermedia är en fjärilsart som beskrevs av Ollenbach 1921. Rapala intermedia ingår i släktet Rapala och familjen juvelvingar. Inga underarter finns listade.